# Estornell de Sharpe
L'estornell de Sharpe
(Poeoptera sharpii; syn: Pholia sharpii) és una espècie d'ocell de la família dels estúrnids (Sturnidae). Es troba de forma fragmentada a Etiòpia i l'Àfrica central. Habita els boscos tropicals i subtropicals de frondoses humits de l'estatge montà El seu estat de conservació es considera de risc mínim.
El nom específic de Sharpe fa referència a l'ornitòleg britànic Richard Bowdler Sharpe (1847-1909).

## Taxonomia
Segons el Handook of the Birds of the World i la quarta versió de la BirdLife International Checklist of the birds of the world (Desembre 2019), aquest tàxon seria l'únic membre del gènere Pholia. Tanmateix, altres obres taxonòmiques, com la llista mundial d'ocells del Congrés Ornitològic Internacional (versió 12.2, juliol 2022), el consideren integrat en el gènere Poeoptera, juntament amb altres quatre espècies.